# Richard von Bothmer
Richard von Bothmer (* 27. Mai 1890 in Dieuze; † 10. März 1945 in Jüngsfeld) war ein deutscher Generalmajor.

## Biographie
In seiner adligen Familie Bothmer mit vielen Berufssoldaten wurde Richard früh auf dem Offizierberuf vorbereitet. Am 1. April 1910 kam er als Kadett in das Infanterieregiment Nr. 138 und wurde alsbald zum Leutnant befördert.

### Erster Weltkrieg
Während des Ersten Weltkriegs diente Bothmer als Bataillonsadjutant im 138. Regiment und wurde am 18. Dezember 1915 zum Oberleutnant befördert. Danach diente er in der 65. Infanteriebrigade. Vom Januar bis August 1918 war er Kompaniechef im 138. Regiment.

### Zwischen den Kriegen
Im Jahr 1919 folgten verschiedene Verwendungen im Regiment. Die Beförderung zum Hauptmann erfolgte am 20. März 1922. Vom April 1924 bis September 1928 war er Ausbildungsoffizier an der Infanterieschule. Zum 1. Oktober wurde er Kompaniechef im 3. Infanterieregiment und im Oktober 1932 zum Major befördert. Er wurde danach Bataillonskommandeur in einem Infanterieregiment in Kassel und dort am 1. Juni 1935 Oberstleutnant. Er diente ferner im 87. Infanterieregiment und dann im 111. Infanterieregiment. Zum 1. Oktober 1936 erfolgte die Beförderung zum Oberst. Vom 10. November 1938 bis August 1939 war Oberst Bothmer Stadtkommandant von Salzburg.

### Zweiter Weltkrieg
Bis April 1941 war Richard von Bothmer im 499. Infanterieregiment, dann bis Januar 1942 in Neapel. Danach war Bothmer bis März 1943 Feldkommandeur (768) in Oblast Rostow. Bis zum 10. September 1943 in die Führerreserve versetzt, wurde er anschließend Feldkommandeur (1032) in Janina im Nordwesten Griechenlands (das seit 1941 besetzt war) und am 1. Dezember 1944 zum Generalmajor befördert. Ab Januar 1945 erneut in der Führerreserve, wurde Bothmer am 14. Februar 1945 zum Oberbefehlshaber in Bonn ernannt. Damit übernahm er die Verantwortung von Generalleutnant Walter Botsch auch im Remagen-Sektor. Die dortige Brücke von Remagen wurde am 7. März 1945 von einer amerikanischen Vorhut eingenommen. Weil er als Kampfkommandant von Bonn am 8. März die Stadt vor den anrückenden US-Truppen kampflos geräumt hatte, um weitere Opfer und Zerstörungen zu vermeiden, wurde er am 10. März 1945 verhaftet.
Er wurde am selben Tag vor einem Kriegsgericht angeklagt wegen „Pflichtversäumnis und Insubordination“. Das Kriegsgericht befand ihn für schuldig und verurteilte ihn zu fünf Jahren Gefängnis und Degradierung. Das Gericht zog sich zurück, beließ ihm aber seine Pistole. Von Bothmer erschoss sich.
Er ist in Hennef auf dem Kriegsgräberfriedhof an der Steinstraße bestattet.